# Merrie Melodies
 (mai 2025).
Si vous disposez d'ouvrages ou d'articles de référence ou si vous connaissez des sites web de qualité traitant du thème abordé ici, merci de compléter l'article en donnant les références utiles à sa vérifiabilité et en les liant à la section « Notes et références ».
 Pour plus de détails, voir Fiche technique et Distribution
Merrie Melodies (littéralement les « Mélodies joyeuses ») est une série de courts métrages d'animation diffusée depuis le 2 août 1931 par Leon Schlesinger Productions et distribuée par Warner Bros. Pictures
En 1944, Leon Schlesinger vendit son studio à Warner. Warner Bros. Cartoons continua à produire la série jusqu'en 1963. DePatie-Freleng a alors pris le relais depuis 1967, continuant avec Warner Bros.-Seven Arts.
L'année 1969 marque la fin des sorties régulières des Merrie Melodies au cinéma avec le court Injun Trouble, à l'exception de deux courts The Night of the Living Duck (1988, intégré au film SOS Daffy Duck) et (Blooper) Bunny (1991, finalement sorti à la télévision en 1997).
Initialement, le principe de base des Merrie Melodies était de mettre en scène le catalogue musical de la Warner. Les lieux, les décors et les personnages étaient alors différents à chaque épisode bien que l’on puisse remarquer quelques similarités comme un trio presque omniprésent : un garçon, une fille et un méchant.
Elles s'opposaient en cela aux Looney Tunes qui à l'origine se basaient sur des personnages et des thèmes récurrents. Le premier d'entre eux est Bosko, il fut suivi par les célèbres Bugs Bunny, Porky Pig, Daffy Duck et bien d'autres encore.
La série Merrie Melodies (si on inclut les Looney Tunes) est une des séries comptant le plus grand nombre d'épisodes.

## Historique

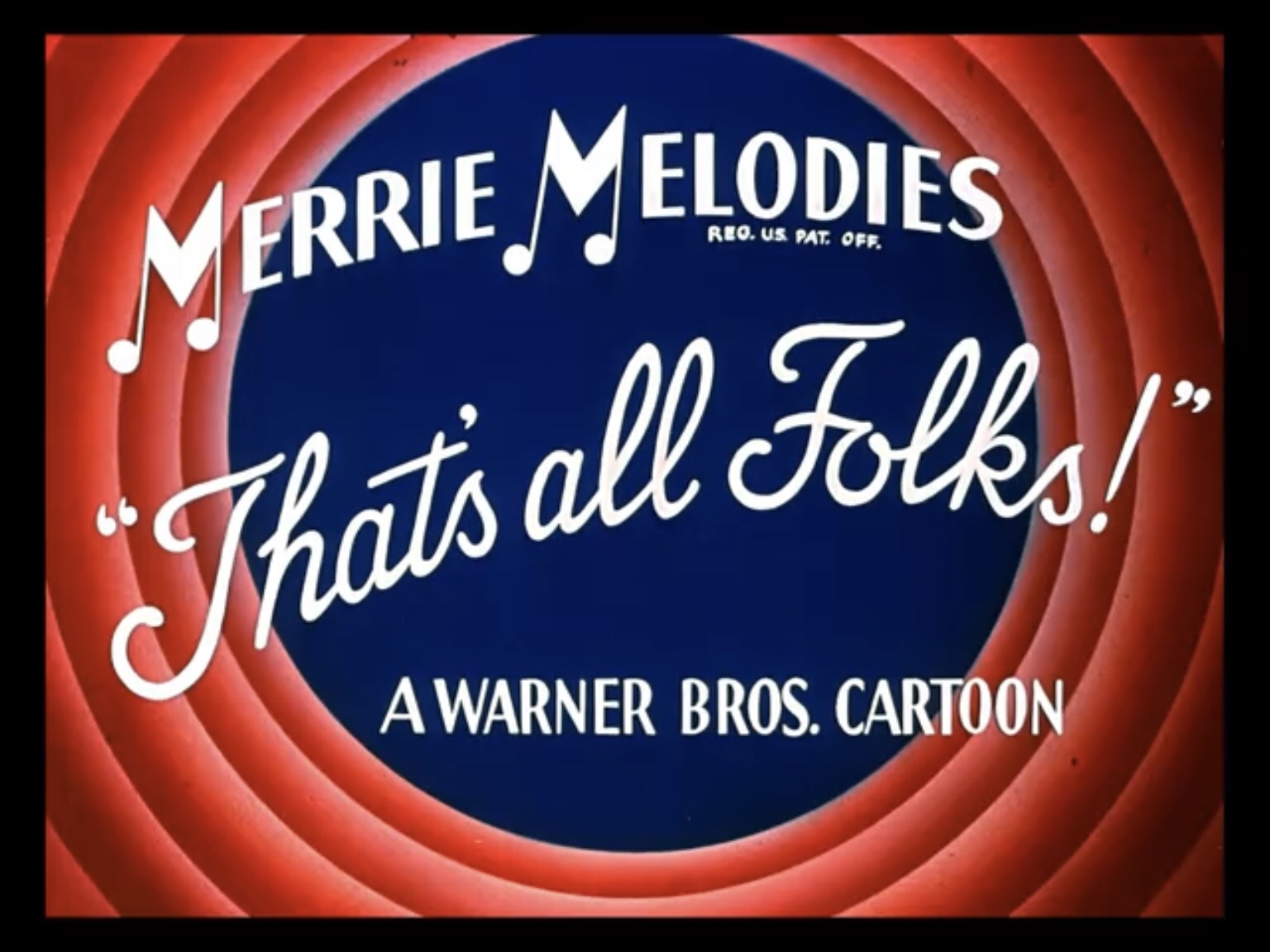
Générique de fin du dessin animé An Itch in Time de 1943.

Leon Schlesinger avait déjà produit un cartoon des Looney Tunes, basé sur la musique, et son succès l'a incité à essayer de vendre une série sœur à la Warner. Son argument de vente a été que les cartoons mettraient en avant la musique de la Warner et servirait ainsi de publicité pour des enregistrements Warner. Le studio accepte, et Schlesinger nomme la série Merrie Melodies.
Walt Disney avait déjà marqué un coup avec ses Silly Symphonies. Comme la production de dessins animés en général a commencé par une bande-son, il est plus facile de concevoir des éléments de l'intrigue et même des personnages.
Les origines de la série Looney Tunes se trouvent dans l'échec d'une série précédente de courts métrages musicaux appelée Spooney Melodies (en), qui présentait en vidéo des chansons populaires du moment. Ces courts métrages ont été essentiellement une sorte d'ancêtre du clip vidéo, qui comprenait des séquences avec une star populaire qui chantait ou jouait, combinées à un arrière-plan animé et adapté à la chanson. La Warner Bros a voulu promouvoir cette musique parce qu'ils avaient acquis récemment (en 1930) la propriété de Brunswick Records avec quatre éditeurs de musique pour 28 millions de dollars. En raison du succès de leur série Looney Tunes, Warner Bros a décidé de développer une nouvelle série de courts métrages d'animation musicale appelée Merrie Melodies. Rudy Ising a dirigé l'élaboration. C'était censé être une série de dessins animés mettant en vedette les chansons à succès du moment, en particulier ceux appartenant à la Warner. En 1931, la plupart des courts métrages ont en vedette l'orchestre d'Abe Lyman, un des chefs de bandes les plus célèbres de son époque.
Le premier dessin animé de la nouvelle série Merrie Melodies est Lady, Play Your Mandolin!, sorti en 1931. Ising tente d'introduire plusieurs personnages dans ses cartoons, comme Piggy, Foxy et Goopy Geer. Finalement, cependant, la série continue sans personnages récurrents. Les cartoons se sont avérés être un énorme succès avec le public. En 1932, un épisode intitulé It's Got Me Again!, a été nommé pour le premier Oscar de l'animation.
Lorsque Harman et Ising quittent le studio en 1933, ils ont emporté avec eux tous les droits sur les personnages qu'ils ont créés. Leon Schlesinger a dû négocier avec eux pour conserver les droits sur le nom Merrie Melodies, ainsi que pour le droit d'utiliser le slogan, « So Long Folks! », à la fin des cartoons. En 1934, Schlesinger réalise ses premiers courts métrages en couleur, Honeymoon Hotel et La Belle et la Bête, qui ont été produites en Cinecolor (Disney avait les droits exclusifs du processus trois couleurs de Technicolor). Leur succès ont convaincu Schlesinger pour produire tous les futurs Merrie Melodies en couleur. Les Looney Tunes ont cependant continué en noir et blanc jusqu'en 1943.
En 1936, les cartoons ont commencé à finir avec le slogan « That's all folks! » qui avait précédemment été utilisé uniquement dans les Looney Tunes. Le vieux slogan « So Long, Folks! » a été complètement abandonné à cette époque. La même année, les Merrie Melodies ont commencé à utiliser l'ouverture « bullseye » et les séquences de clôture du titre (en 1942, les Looney Tunes utiliseront les mêmes titres, généralement avec des anneaux plus épais). Aussi en 1936, l'exclusivité de Disney sur le processus en trois couleurs a été levé, permettant aux Merrie Melodies d'utiliser une palette de couleurs plus intense pour la première fois.
Contractuellement, les Merrie Melodies ont été obligés d'inclure au moins un chœur d'une chanson de la Warner qui a demandé que ces chansons soient effectués par des orchestres chaque fois que possible, mais cela n'a duré que la première année. La politique contrariait les animateurs, car les chants ont souvent interrompu l'élan des caricatures et le rythme.
À la fin des années 1930, les animateurs ont été libérés de cette obligation, et les Merrie Melodies commencent à ressembler aux Looney Tunes. En outre, plusieurs nouveaux personnages ont été créés pour (initialement) apparaitre exclusivement dans la série, comme Egghead (devenu Elmer Fudd), Inki, Sniffles la souris, et même le héros le plus populaire du studio : Bugs Bunny.
En 1942, Schlesinger a commencé à produire des Looney Tunes en couleur, et les deux séries sont devenues pratiquement impossibles à distinguer sauf par leur thème musical et titres d'ouverture - en outre, les personnages exclusifs à une série apparaissent régulièrement dans l'autre aussi. En 1944, le studio est converti à la production entièrement en Technicolor, bien que cette année-là, Bugs paraissait encore principalement dans la série Merrie Melodies (ne figurant pas dans un Looney Tunes jusqu'à la fin du mois d'août), alors que Daffy Duck et Porky Pig (qui sont chacun apparu dans quelques Merrie Melodies avant mi-1942) apparaissent principalement dans les Looney Tunes cette année. Ce n'est qu'en 1946 que les deux séries apparaissent complètement indiscernables, et que Bugs apparait plus dans les Looney Tunes que dans les Merrie Melodies.
Depuis 1938, le thème musical pour les Looney Tunes a été The Merry-Go-Round Broke Down par Cliff Friend et Dave Franklin et le thème musical pour les Merrie Melodies était une adaptation de Merrily We Roll Along de Charles Tobias, Murray Mencher et Eddie Cantor. Cela a continué jusqu'en 1963, lorsque les logos ont été modernisés, et The Merry-Go-Round Broke Down est aussi devenu le thème des Merrie Melodies.
Quand le studio est passé a la production tout en couleur, même les animateurs eux-mêmes n'ont pas fait de distinction dans la création entre les deux séries, comme en témoigne une interview du réalisateur Friz Freleng :
« Je n'ai jamais su si un film que je faisais serait un Looney Tunes ou un Merrie Melodies, et quelle différence cela ferait-il, de toute façon ?»
Une autre raison pour laquelle les frères Warner ont continué de sortir des dessins animés sous les deux noms était que s'ils avaient cessé d'utiliser l'un d'eux, la marque après un certain temps prendrait fin, et d'autres entreprises pourraient poursuivre l'exploitation sans leur autorisation. Ainsi, les deux noms des séries continuent d'être utilisés conjointement de manière à empêcher cette éventualité.

## Blue Ribbons
Depuis 1943, la Warner, dans un effort de conservation de coûts, a commencé à émettre de nouveau ses cartoons sous un nouveau programme qu'ils ont appelé Merrie Melodies Blue Ribbons. Pour la réédition, les titres originaux au début et à la fin ont été modifiés. Le générique modifié commence avec le zoom du logo WB, suivi par le logo du titre sur un fond avec un « ruban bleu » (d'où le programme de réédition du titre) et un grand trophée pour les courts-métrages, suivi du nom du cartoon. Cette séquence a éliminé le générique d'ouverture original. Le générique de fin a également été révisé (sauf sur les premières rééditions, tels que Un chasseur sachant chasser et Fou de jazz quand Schlesinger a continué de produire des dessins animés), en remplacement de la version originale.
La coupe a été faite sur le négatif original, donc le générique original a été coupé et peut-être mis au rebut. Certains de ces rubans bleus peuvent encore être vus à la télévision aujourd'hui. Par exemple, le ruban bleu du cartoon Un chasseur sachant chasser a été rebaptisé en anglais The Wild Hare sur la ressortie, avec quelques légères modifications subtiles (la version originale non modifiée a été publiée sur Laserdisc et DVD).

## Liste des films et versions

Le lapin Bugs Bunny représenté avec le rond du générique. Fresque sur un mur à Manchester.

### Nombre de films
La série compte plus de 500 épisodes.

### Éléments remplacés
Les Looney Tunes initialement sortis en couleur avant juin 1946 qui ont été réédités ont eu le « Porky sortant d'un tambour » de fin (lequel disait « th-th-th-that's all folks! »), remplacé par la séquence de fin des Merrie Melodies (C'est fini les amis! en cours d'écriture) à partir de la saison de réédition donnée, ainsi que par la version de clôture de 1941 de Merrily We Roll Along (les Merrie Melodies d'avant 1936 auraient eu aussi cette fin). Les rééditions des Looney Tunes en couleur initialement sortis en septembre 1948 ou plus tard, auraient eu la version 1946 de clôture de The Merry-Go-Round Broke Down en jouant sur les anneaux de fermeture, et en 1945 la musique d'ouverture jouant sur l'ouverture (ceux de la saison de réédition donnée), révélant le fait que le cartoon était à l'origine un Looney Tunes. Toutefois, si le cartoon était sorti en 1955 ou plus tard, la musique d'ouverture et de clôture de 1946 serait remplacée par la version de 1955 de The Merry-Go-Round Broke Down. Au moins quelques Looney Tunes ont gardé leurs anneaux de clôture initiale: The Goofy Gophers, What's Brewin', Bruin?, Crowing Pains et Hop, Look and Listen. 
D'autre part, les rééditions post-1944 des Merrie Melodies de 1936-1941 ont généralement gardé leur musique de clôture initiale (mais pas toujours), mais avaient la séquence de fin de la saison rééditée remplaçant la séquence de fin originale (comme pour cacher la mention de Leon Schlesinger). Parfois, des Merrie Melodies sortis en septembre 1944 ou plus tard, ont conservé leurs anneaux de clôture d'origine (par exemple, Lost and Foundling ouvert avec les anneaux de 1947-1948, mais clôturé par les anneaux de fin 1944, avec la légende « Produced by Warner Bros. Cartoons Inc. »), tandis que d'autres fois, ils avaient les anneaux de clôture de la saison rééditée. La saison 1952-1953 (qui n'a pas eu de rééditions post-1944) comprenait une clôture spéciale avec écrit « The End » (« fin ») au lieu du « That's all folks ! » (« C'est fini les amis ! ») habituel, comme dans Le Vautour timide.
La musique d'ouverture a été presque toujours la version 1941-1945 de Merrily We Roll Along. Cependant, quelques-uns avaient la version de 1945-1955, avec l'audio à partir des crédits d'origine en jouant sur la partie où le titre du cartoon est représenté (Farm Frolics, Gloire d'antan, Wacky Wildlife, et Boulot, Dodo, Boulot), tandis que d'autres avaient une version abrégée de la dite séquence (éditée à la longueur de la musique ; les dessins animés avec ce style d'ouverture incluent Lost and Foundling et Trap Happy Porky). Si le cartoon a été un Merrie Melodies initialement sorti entre fin 1941 et début 1945, la musique d'ouverture aurait été la même que la version d'origine (à moins que la réédition avait le générique de 1945), mais dans d'autres cas, la musique d'ouverture est différente de l'original.
La seule exception à la règle où les crédits d'origine sont coupés est The Mighty Hunters, qui avait le générique 1952-1953 Blue Ribbon pour les 15 premières secondes, mais ensuite le générique original était montré.

### Des années 1960 jusqu'en 2011
[style à revoir]
La méthode originale de préparation des Blue Ribbons a perduré jusqu'à la saison 1955-1956. La plupart des dessins animés qui ont été réédités sans les crédits originaux finiront dans le paquet de dessins animés vendus à Associated Artists Productions (AAP) pré-août 1948, ainsi 5 dessins animés dans le paquet post-juillet 1948 seront réédités de cette manière : ce sont Voir devise et mourir, Charlie le coq et Henry le faucon, Vilains Félins, Le Chari-vari du chat viré, et Poulet malgré lui. Depuis la saison 1956-1957, les rééditions Blue Ribbon ont retenu les génériques originaux (The Mighty Hunters ayant été un précédent), avec quelques-uns des cartoons indiquant leur édition originale dans les Looney Tunes si le thème d'ouverture et de clôture était The Merry Go-Round Broke Down. Les anneaux ont continué à être remplacés pour correspondre à la saison de ressortie. La série Looney Tunes Show, sortie en 2011, présente des segments de vidéo musicale portant le titre Merrie Melodies, comme un hommage aux cartoons Looney Tunes. Une nouvelle version du logo Merrie Melodies fut utilisée, avec une seule note « M » utilisée pour les deux mots.

### Restaurations DVD
[style à revoir]
Pour la sortie des DVD Looney Tunes, la Warner a réalisé de grands efforts pour traquer tous les crédits qui existent encore dans le but de recréer du mieux qu'ils pouvaient les versions originales des cartoons estampillés Blue Ribbon. Certaines copies ont été obtenus à partir de l'UCLA Film and Television Archive. En conséquence, des cartoons tels que Fou de jazz et Revue littéraire peuvent à nouveau être vus comme ils étaient initialement destinés.
Bien que certains titres originaux n'aient pu être trouvés, certains Looney Tunes et Merrie Melodies ont les titres Blue Ribbon, mais les titres de clôture originaux ont été restaurés pour certains cartoons. Par exemple, Chat-lucinations commence avec les titres Blue Ribbon alors qu'il se termine par les anneaux verts Looney Tunes de 1948. Il y a quelques Blue Ribbons qui sont représentés dans les DVD car elles sont les seules versions qui sont disponibles pour la diffusion. En tout état de cause, à ce jour[Quand ?] il existe une controverse parmi les fans d'animation et d'historiens sur les Blue Ribbons.

## Personnages principaux desMerrie Melodies
- Bip Bip et Coyote
- Bugs Bunny
- Charlie le coq
- Daffy Duck
- Elmer Fudd
- Gossamer
- Marvin le Martien
- Mélissa Duck
- Mémé
- Michigan J. Frog
- Penelope Pussycat
- Pépé le putois
- Petunia Pig
- Porky Pig
- Sam le pirate
- Speedy Gonzales
- Sylvestre le chat
- Taz
- Titi

## Collaborateurs principaux desMerrie Melodies

### Réalisateurs
- Tex Avery
- Bob Clampett
- Friz Freleng
- Hugh Harman
- Rudolph Ising
- Chuck Jones
- Robert McKimson
- Frank Tashlin

### Compositeurs
- Gus Arnheim
- Bernard Brown
- Dean Elliot
- Milt Franklyn
- Leigh Harline
- William Lava
- William Loose
- Frank Marsales
- Eugene Poddany
- John Seely
- Norman Spencer
- Carl Stalling
- Herbart Stothart
- Clark Terry

### Producteurs
- John Burton
- David H. DePatie
- Friz Freleng
- Hugh Harman
- William L. Hendricks
- Rudolph Ising
- Leon Schlesinger
- Eddie Selzer

### Acteurs (voix)
- Bea Benaderet
- Mel Blanc
- Arthur Q. Bryan
- June Foray
- Stan Freberg